# Estación de Quintanilla de las Torres
Quintanilla de las Torres es un apeadero ferroviario situado en el municipio español de Pomar de Valdivia, en la provincia de Palencia, comunidad autónoma de Castilla y León. Dispone de servicios de Larga y Media Distancia operados por Renfe.

## Situación ferroviaria
La estación se encuentra en el punto kilométrico 399,213 de la línea férrea de ancho ibérico Palencia-Santander a 904,8 metros de altitud, entre las estaciones de Aguilar de Campoo y Mataporquera. Históricamente dicho kilometraje se corresponde con el trazado Madrid-Santander por Palencia y Alar del Rey. 

## Historia
La estación fue abierta al tráfico el 27 de abril de 1857 con la apertura del tramo Alar-Reinosa de la línea que pretendía unir Alar con Santander. Su construcción fue obra de la Compañía del Ferrocarril de Isabel II que en 1871 pasó a llamarse Nueva Compañía del Ferrocarril de Alar a Santander ya que el acceso al trono de Amadeo de Saboya hacía poco recomendable el anterior nombre. Mientras se producía la construcción de la línea, Norte por su parte había logrado alcanzar Alar por el sur uniéndola así a su red que incluía conexiones con Madrid y que se dirigía a buen ritmo a la frontera francesa. En dicho contexto la línea a Santander era más que apetecible para la compañía que finalmente se hizo con ella en 1874. Norte mantuvo la titularidad de la estación hasta que en 1941 se decretó la nacionalización del ferrocarril en España y la misma fue integrada en la recién creada RENFE.
En esta estación se unía a la línea Venta de Baños-Santander el ramal minero de Barruelo de Santullán.
Desde el 31 de diciembre de 2004 Renfe Operadora explota la línea mientras que Adif es la titular de las instalaciones ferroviarias.

## Servicios ferroviarios

### Media Distancia
Los trenes de Media Distancia que unen Valladolid con Santander tienen parada en la estación. La frecuencia mínima es de dos trenes diarios en ambos sentidos. La relación Valladolid-Reinosa no tiene equivalente en sentido contrario. 
| Línea MD | Servicio        | Origen/Destino          | Paradas intermedias | Destino/Origen |
| -------- | --------------- | ----------------------- | --- | -------------- |
| 20       | Regional Exprés | Valladolid-Campo Grande | Valladolid-Universidad · Cabezón de Pisuerga · Corcos-Aguilarejo · Cubillas de Santa Marta · Dueñas · Venta de Baños · Palencia · Monzón de Campos · El Carrión · Amusco · Piña · Frómista · Osorno · Espinosa de Villagonzalo · Herrera de Pisuerga · Alar del Rey · Mave · Aguilar de Campoo · Quintanilla de las Torres · Mataporquera · Reinosa · Bárcena · Los Corrales de Buelna · Torrelavega · Renedo · Maliaño · Valdecilla | Santander      |